# Apristurus canutus
Apristurus canutus és un peix de la família dels esciliorrínids i de l'ordre dels carcariniformes.

## Morfologia
Pot arribar als 43 cm de llargària total els mascles i als 45 les femelles.

## Reproducció
És ovípar.

## Distribució geogràfica
Es troba a les costes d'Antigua i Barbuda, Anguilla, Colòmbia, Antilles Neerlandeses, Florida (Estats Units) i Veneçuela.